# الانتخابات العامة اليابانية 2021
جرت الانتخابات العامة في اليابان في 31 أكتوبر 2021،  وفقًا لما يقتضيه دستور اليابان. جري التصويت في جميع دوائر النواب في اليابان بما في ذلك الكتل النسبية، من أجل اختيار أعضاء البرلمان في مقاعد في مجلس النواب، وهو المجلس الأدنى في البرلمان الوطني الياباني. نظرًا لأنه يتعين على مجلس الوزراء الاستقالة بعد إجراء انتخابات عامة لمجلس النواب في أول جلسة لمجلس النواب بعد الانتخابات (الدستور، المادة 70)، فإن انتخابات مجلس النواب ستؤدي أيضًا إلى اختيار رئيس جديد للوزراء في مجلس الدايت، وتعيين حكومة جديدة (حتى لو أعيد تعيين نفس الوزراء). هذه الانتخابات هي أول انتخابات عامة في عصر ريوا، إيذانا بنهاية حقبة شينزو آبي التي استمرت تسع سنوات.

## تاريخ الانتخابات
بموجب تفسير المادة 7 من الدستور، يجوز لمجلس الوزراء أن يطالب الإمبراطور بحل مجلس النواب لإجراء انتخابات مبكرة. يجب إجراء الانتخابات في غضون 40 يومًا بعد الحل. المرة الوحيدة في تاريخ ما بعد الحرب التي لم يتم فيها حل مجلس النواب قبل نهاية فترته كانت في عام 1976. إذا أكمل مجلس النواب فترة ولاية كاملة مدتها أربع سنوات، فيجب إجراء الانتخابات في غضون 30 يومًا قبل ذلك،  ما لم يتم استدعاء مجلس الدايت. وانتهت فترة المجلس الحالي في 21 أكتوبر.
كان من الضروري عقد جلسة استثنائية لمجلس الدايت الوطني في أوائل أكتوبر لانتخاب رئيس وزراء جديد. اعتمادًا على موعد إغلاق جلسة مجلس الدايت تلك، وما إذا كان مجلس الوزراء الجديد يحل مجلس النواب ومتى، تتراوح تواريخ الانتخابات المحتملة من أواخر أكتوبر إلى 14 نوفمبر دون حل أو حتى 28 نوفمبر مع حل مجلس النواب. جرت الانتخابات في أواخر أكتوبر، وبذلك تكون انتخابات 2021 هي الأولى في تاريخ ما بعد الحرب التي تُجرى بعد انتهاء الولاية الفعلية (21 أكتوبر).
في 4 أكتوبر، حدد رئيس الوزراء المنتخب حديثًا فوميو كيشيدا إجراء الانتخابات في 31 أكتوبر، مع حل مجلس النواب في 14 أكتوبر، وهو اليوم الأخير من جلسة البرلمان غير العادية وبدأت الحملة الانتخابية في 19 أكتوبر.

### الاعتبارات السابقة
مع استقالة شينزو آبي في عام 2020 من منصبه كرئيس للوزراء بسبب مشاكل صحية، ارتفعت التكهنات باحتمال إجراء انتخابات مبكرة قبل نهاية المدة الكاملة للولاية، لكن هذا في الواقع لم يحدث. قالت مصادر حكومية في 30 أغسطس، قبل إعلان استقالة يوشيهيدي سوجا في عام 2021، أن الحكومة قد نظرت في خطة لإجراء انتخابات عامة في 17 أكتوبر، قبل عدة أيام من انتهاء ولاية أعضاء مجلس النواب ومدتها أربع سنوات.

## خلفية
بعد الانتخابات العامة لعام 2017، واصل الحزب الليبرالي الديمقراطي (LDP) الصدارة حيث قاد رئيس الوزراء شينزو آبي الحزب للفوز الثالث على التوالي، وهو الأول لرئيس وزراء واحد منذ عام 1953. في حين أن الأداء القوي للحزب الديمقراطي الليبرالي يبدو وكأنه يشير إلى الزخم لهدف آبي الطويل الأمد المتمثل في مراجعة المادة 9 المناهضة للحرب من الدستور، فقد جرى إحباط احتمالية المراجعة بسبب العقبات الإجرائية في البرلمان من قبل أحزاب المعارضة وفقدان الائتلاف الحاكم أغلبية الثلثين في مجلس المستشارين في انتخابات 2019.

### استقالة شينزو آبي وانتخاب يوشيهيدي سوجا
انخفضت معدلات قبول آبي في عام 2018 حيث هيمنت العديد من فضائح المحسوبية على التغطية الإعلامية، ومع ذلك فقد أعيد انتخابه رئيسًا للحزب الديمقراطي الليبرالي في سبتمبر 2018 وأصبح رئيس الوزراء الأطول خدمة في تاريخ اليابان في 19 نوفمبر 2019 والأطول خدمة متتالية في منصب رئيس الوزراء في 24 أغسطس 2020. ومع ذلك، صدم آبي المراقبين عندما أعلن في 28 أغسطس 2020 أنه سيستقيل من رئاسة الوزراء بأسباب مرضية بشكل مفاجئ. جرى انتخاب كبير أمناء مجلس الوزراء يوشيهيدي سوجا رئيسًا للحزب الديمقراطي الليبرالي في سبتمبر 2020 وخلف آبي كرئيس للوزراء بعد أيام.

### توحيد حزب المعارضة
خلال ذلك، ظلت أحزاب المعارضة العديدة في اليابان منقسمة ومنفصلة. سعى الحزب الدستوري الديمقراطي، الذي يسعى إلى ترسيخ نفسه باعتباره حزب المعارضة الرئيسي من يسار الوسط ضد الحزب الديمقراطي الليبرالي، إلى الاندماج مع أغلبية من الحزب الديمقراطي من أجل الشعب والحزب الاشتراكي الديمقراطي بالإضافة إلى العديد من النواب المستقلين في أواخر عام 2020، وأعاد تنظيمه رسميًا. كحزب جديد مع الاحتفاظ بنفس الاسم بزعامة ويوكيو إيدانو. جرى حل الحزب الوطني لحاكم طوكيو يوريكو كويكي في مايو 2018 بعد اندماجه مع الحزب الديمقراطي لتشكيل الحزب الديمقراطي من أجل الشعب، بينما أعيد انتخاب كويكي نفسها بأغلبية ساحقة في عام 2020 كمستقلة. شهدت الفترة منذ عام 2017 أيضًا إنشاء حزب Reiwa Shinsengumi، وهو حزب شعبوي يساري شكله الممثل السابق تارو ياماموتو، الذي يتمثل موقفه المركزي في إلغاء ضريبة الاستهلاك.

### سقوط شعبية سوجا وفشل مجلس الوزراء
حظى ئيس الوزراء سوجا في بداية منصبه بشعبية نسبية، لكنها ساءت تدريجيًا بسبب استياء المواطنين من تعامله مع جائحة كورونا، بما في ذلك تباطئ طرح اللقاح في اليابان مقارنة ببقية العالم المتقدم، وإدارته للألعاب الأولمبية طوكيو 2020 المتأخرة. خسر الحزب الديمقراطي الليبرالي ثلاث انتخابات فرعية للدايت في أبريل 2021 وفشل أيضًا في الفوز بأغلبية مطلقة في انتخابات مجلس العاصمة طوكيو في يوليو على الرغم من فوزه بأكبر عدد من المقاعد. أرجع المحللون الخسائر إلى معدلات الشعبية المنخفضة لسوجا.

### دورة الألعاب الأولمبية الصيفية في طوكيو 2020 وفيروس كوفيد -19
عندما أقيمت الألعاب الأولمبية في نهاية المطاف في الفترة من يوليو إلى أغسطس 2021، ارتفعت المشاعر العامة حيث حقق الرياضيون اليابانيون رقماً قياسياً من الميداليات الأولمبية. ومع ذلك، لم يترجم هذا إلى ارتفاع في شعبية سوجا الشخصية حيث تزامن الحدث مع حالة الطوارئ بينما استمرت حالات COVID-19 في اليابان في الارتفاع. بنهاية دورة الألعاب الأولمبية في طوكيو، شهدت البلاد أكثر من مليون حالة إصابة. وفي استطلاع أجرته مؤسسة أساهي شيمبون في نهاية الأولمبياد، انخفضت معدلات تأييد مجلس الوزراء إلى أدنى مستوى لها على الإطلاق بنسبة 28٪، على الرغم من أن 56٪ من الجمهور اتفقوا على أن استضافة الألعاب الأولمبية كان القرار الصحيح  مما يدل على القلق بشأن عجز الحكومة عن التعامل مع وباء COVID-19. نتيجة لذلك، من المرجح أن تكون استجابة الحكومة لتلك الحالة الوبائية إحدى القضايا الانتخابية.
على الرغم من زعم سوجا أنه لا يوجد دليل على أن الألعاب الأولمبية ساهمت في زيادة حالات الإصابة اليومية في طوكيو وأجزاء أخرى من اليابان، يعتقد الخبراء، بمن فيهم كبير المستشارين الطبيين للحكومة، أن الألعاب قوضت الرسائل الرسمية بشأن قواعد التعامل مع الفيروس وشجعت الناس على الشعور بالرضا عن الذات.

## المرشحون

مرشحو أحزاب المعارضة
مرشحو تحالف Governing
مرشحو Nippon Ishin no Kai
مرشحو Constitutional Demoratic
مرشحو Demoratic Party for the People
مرشحو Japanese Communist
مرشحو Social Democratic Party, Reiwa Reiwa Shinsengumi, and opposition block endorsed independent
مرشحو NHK Party

| حزب     | قبل الانتخابات | Const. | PR  | المجموع |
| ------- | -------------- | ------ | --- | ------- |
| LDP     | 276            | 277    | 310 | 336     |
| CDP     | 109            | 214    | 239 | 240     |
| كومي    | 29             | 9      | 44  | 53      |
| JCP     | 12             | 105    | 40  | 130     |
| إيشين   | 11             | 94     | 96  | 96      |
| DPFP    | 8              | 21     | 27  | 27      |
| ريوا    | 1              | 12     | 21  | 21      |
| SDP     | 1              | 9      | 15  | 15      |
| إن-كوكو | 1              | 27     | 11  | 30      |
| آخرون   | 1              | 9      | 14  | 23      |
| إنديانا | 0              | 80     | -   | 80      |
| المجموع | 461            | 857    | 817 | 1،051   |